# Nihal Atsız
Nihal Atsız (Nihâl Atsız) nato Mehmet Nail oğlu Hüseyin Nihâl; Kadıköy, 12 gennaio 1905 – İçerenköy, 11 dicembre 1975) è stato un attivista, scrittore e poeta turco.
Hüseyin Nihâl Atsız è stato un importante scrittore, romanziere, poeta e uno dei massimi promotori del Panturchismo.